# یحیی فوفانا
یحیی فوفانا (انگلیسی: Yahia Fofana؛ زادهٔ ۲۱ اوت ۲۰۰۰) بازیکن فوتبال اهل فرانسه است.
وی همچنین در تیم‌های ملی فوتبال France national under-16 football team، زیر ۱۷ سال فرانسه، زیر ۱۸ سال فرانسه، و زیر ۱۹ سال فرانسه بازی کرده‌است.